# Чемпіонат світу з легкої атлетики 2022 — естафетний біг 4×400 метрів (чоловіки)
Змагання з естафетного бігу 4×400 метрів серед чоловіків на Чемпіонаті світу з легкої атлетики 2022 в Юджині відбулись 23 та 24 липня на стадіоні «Гейворд Філд».

## Напередодні старту
Основні рекордні результати на початок змагань:
| WR | США Ендрю Валмон Квінсі Воттс Батч Рейнольдс Майкл Джонсон       | 2.54,29 | Штутгарт  | 22 серпня 1993 |
| CR | США Ендрю Валмон Квінсі Воттс Батч Рейнольдс Майкл Джонсон       | 2.54,29 | Штутгарт  | 22 серпня 1993 |
| WL | Adidas Стівен Гардінер Квінсі Голл Еррійон Найтон Грант Голловей | 2.57,72 | Гейнсвілл | 16 квітня 2022 |

## Результати

### Фінал
| 1 | США               | Елайджа Годвін         | Майкл Норман      | Брайс Дедмон     | Чемпіон Аллісон   | 2.56,17 | WL |
| 2 | Ямайка            | Акім Блумфілд          | Нетон Аллен       | Джи-Вон Пауелл   | Крістофер Тейлор  | 2.58,58 | SB |
| 3 | Бельгія           | Ділан Борле            | Жульєн Ватрен     | Александер Дом   | Кевін Борле       | 2.58,72 | SB |
| 4 | Японія            | Сато Фуга              | Кавабата Кайто    | Джуліан Волш     | Накадзіма Юкі     | 2.59,51 | AR |
| 5 | Тринідад і Тобаго | Двай Сент-Гіллейр      | Джерім Річардс    | Шакім Мак-Кей    | Аса Гевара        | 3.00,03 | SB |
| 6 | Ботсвана          | Зібане Нгозі           | Леунго Скотч      | Айзек Маквала    | Баяпо Ндорі       | 3.00,14 | SB |
| 7 | Франція           | Тома Жордьє            | Лоїк Прево        | Сімон Бойпа      | Тео Андан         | 3.01,35 | SB |
| 8 | Чехія             | Матей Крсек            | Павел Маслак      | Міхал Десенський | Патрик Шорм       | 3.01,63 | NR |
| 9 | Польща            | Максиміліан Клепацький | Кароль Залевський | Матеуш Жежничак  | Каєтан Душинський | 3.02,51 | SB |

## Відео
- USA secure 4x400m relay victory на YouTube